# Kompleksno število
Množica kompléksnih števíl predstavlja razširitev realnih števil, v kateri se lahko koreni tudi negativna števila. Kompleksna števila vsebujejo imaginarno enoto {\displaystyle i\,} (v elektrotehniki se zasledi tudi oznako {\displaystyle j\,}), kjer je {\displaystyle i^{2}=-1\,} . Kompleksna števila so oblike {\displaystyle x+iy\,}, kjer je {\displaystyle x\,} realni del kompleksnega števila, {\displaystyle y\,} pa njegov imaginarni del.
Koristne so tudi naslednje enačbe:
{\displaystyle i^{1}=i\!\,,}
{\displaystyle i^{2}=-1\!\,,}
{\displaystyle i^{3}=i^{2}\cdot i=(-1)\cdot i=-i\!\,,}
{\displaystyle i^{4}=i^{2}\cdot i^{2}=(-1)\cdot (-1)=1\!\,.}
Seštevanje in množenje kompleksnih števil:
{\displaystyle (a+ib)+(c+id)=(a+c)+i(b+d)\!\,,}
{\displaystyle (a+ib)\cdot (c+id)=ac-bd+i(bc+ad)\!\,.}
Množico kompleksnih števil je z relacijo leksikografske urejenosti po obeh realnih komponentah moč urediti, nikakor pa je ni moč dobro urediti.

## Definicija
Formalno se lahko kompleksna števila določi kot urejeni par realnih števil (a,b) skupaj z operacijami:
- {\displaystyle (a,b)+(c,d)=(a+c,b+d)\!\,,}
- {\displaystyle (a,b)\cdot (c,d)=(ac-bd,bc+ad)\!\,.}

Tako urejena kompleksna števila tvorijo obseg, označen z znakom C oziroma {\displaystyle \mathbb {C} \,}. Realna števila se v množici C zapišejo kot (a, 0). Tako so realna števila podmnožica množice C. Imaginarna enota {\displaystyle i\,} je predstavljena kot (0,1).
Množica C ima naslednje posebne elemente:
- identiteto za seštevanje: (0,0)
- identiteto za množenje: (1,0)
- inverzni element glede na seštevanje elementa (a,b): (−a,−b)
- inverzni element za množenje neničelnega elementa (a,b): {\displaystyle \left({\frac {a}{a^{2}+b^{2}}},{\frac {-b}{a^{2}+b^{2}}}\right)\,}

### Geometrija
Kompleksno število se lahko predstavlja tudi kot točko ali vektor v kartezičnem koordinatnem sistemu:
{\displaystyle z=x+iy=r(\cos \phi +i\sin \phi ).\!\,}
Ta enačba se zapiše tudi kot r cos φ, kjer je r = |z| (absolutna vrednost z) in φ = arg(z) (argument z). Eulerjeva enačba pa pravi ei φ = cos φ + jsinφ . Eksponentni zapis je bolj nazoren kot okrajšani zapis r cis φ. Z enostavnimi trigonometričnimi enakostmi se lahko pokaže, da velja:
{\displaystyle r_{1}e^{i\phi _{1}}\cdot r_{2}e^{i\phi _{2}}=r_{1}r_{2}e^{i(\phi _{1}+\phi _{2})}\!\,}
in:
{\displaystyle {\frac {r_{1}e^{i\phi _{1}}}{r_{2}e^{i\phi _{2}}}}={\frac {r_{1}}{r_{2}}}e^{i(\phi _{1}-\phi _{2})}\!\,.}
Tako je seštevanje dveh kompleksnih števil samo seštevanje dveh vektorjev, množenje z določenim kompleksnim številom pa je hkratno vrtenje in razteg.
Množenje z i je enakovredno vrtenju v nasprotni smeri urinega kazalca za 90 stopinj. Geometrijski ekvivalent enačbe i2 = -1 je vrtenje za 180 stopinj. Tako se lahko tudi na enačbo (-1) · (-1) = 1 geometrijsko gleda kot na dve vrtenji za 180 stopinj, torej vrtenje za 360 stopinj.

### Absolutna vrednost, konjugacija in razdalja
Absolutna vrednost kompleksnega števila z = r eiφ je definirana kot |z| = r. Algebrsko  gledano, če je z = a + ib, potem je |z| = √(a2 + b2).
Absolutna vrednost ima tri pomembne značilnosti:
{\displaystyle |z+w|\leq |z|+|w|\!\,,}
{\displaystyle |zw|=|z|\;|w|\!\,,}
{\displaystyle |z/w|=|z|/|w|\!\,}
za vsa kompleksna števila z in w. Z definiranjem razdalje d(z,w) = |z + w| se pretvori kompleksna števila v metrični sistem, kateremu se lahko potem določi meje in se govori o zveznosti. Seštevanje, odštevanje, množenje in deljenje (z izjemo deljenja z ničlo) so tako zvezne operacije.
Konjugacija kompleksnega števila z = a + ib je definirana kot a - ib, kar se zapiše kot {\displaystyle {\bar {z}}} ali z*. Kot se lahko vidi na sliki, je geometrijska ponazoritev konjugacije {\displaystyle {\bar {z}}} zrcaljenje števila z prek realne premice.
Velja naslednje:
{\displaystyle {\overline {z+w}}={\bar {z}}+{\bar {w}}\!\,,}
{\displaystyle {\overline {zw}}={\bar {z}}{\bar {w}}\!\,,}
{\displaystyle {\overline {(z/w)}}={\bar {z}}/{\bar {w}}\!\,,}
{\displaystyle {\bar {\bar {z}}}=z\!\,,}
{\displaystyle {\bar {z}}=z\!\,,}   če in samo če je z realno število
{\displaystyle |z|=|{\bar {z}}|\!\,,}
{\displaystyle |z|^{2}=z{\bar {z}}\!\,,}
{\displaystyle z^{-1}={\bar {z}}|z|^{-2}\!\,,}   če z ni nič
Konjugacija je komutativna z vsemi algebrskimi operacijami (in z nekaterimi funkcijami, npr. {\displaystyle \sin {\bar {z}}={\overline {\sin z}}\,}), kar je tesno povezano z imaginarno enoto i (-1 ima dva različna kvadratna korena). Konjugacija ni odvedljiva operacija.

### Seštevanje in odštevanje
Kompleksna števila se sešteva tako, da se sešteje posebej realni in posebej imaginarni komponenti:
{\displaystyle (a+bi)+(c+di)=(a+c)+(b+d)i\!\,.}
Podobno se tudi odšteva:
{\displaystyle (a+bi)-(c+di)=(a-c)+(b-d)i\!\,.}

### Deljenje kompleksnih števil
Kompleksno število a + ib se želi zdeliti z neničelnim kompleksnim številom c + id. To se lahko stori na dva načina. Prva možnost je, da se kompleksno število pretvori v eksponentno obliko iz katere je potem lahko izračunati kvocient. Pri drugi možnosti se kvocient izrazi kot ulomek, nato pa se imenovalec in števec pomnoži s konjugiranim imenovalcem, kar privede do realnega imenovalca:
{\displaystyle {\begin{aligned}{\frac {a+ib}{c+id}}&={\frac {(a+ib)(c-id)}{(c+id)(c-id)}}={\frac {(ac+bd)+i(bc-ad)}{c^{2}+d^{2}}}\\&=\left({\frac {ac+bd}{c^{2}+d^{2}}}\right)+i\left({\frac {bc-ad}{c^{2}+d^{2}}}\right)\!\,.\end{aligned}}}

### Množenje kompleksnih števil
Za množenje dveh kompleksnih števil veljajo pravila množenja dvočlenikov in ob upoštevanju da je {\displaystyle i^{2}=-1\,} se dobi naslednji predpis:
{\displaystyle (a+bi)(c+di)=ac+adi+cbi-bd=ac-bd+(ad+cb)i\!\,.}
Zato se tudi pri množenju kompleksnega števila s samim seboj (kvadriranju) dobi naslednji predpis:
{\displaystyle (a+bi)(a+bi)=a^{2}+2abi-b^{2}\!\,.}
V množici kompleksnih števil je vsota kvadratov razstavljiva:
{\displaystyle a^{2}+b^{2}=(a+bi)(a-bi)\!\,.}

## Zgodovina
Prvič so kvadratni koreni negativnih števil morebiti omenjeni v delih starogrškega matematika Herona iz Aleksandrije v 1. stoletju naše ere, ki se v svojem delu Stereometrica lotil prostornine nemogoče prisekane piramide in prišel do očitno napačnega rezultata  {\displaystyle \scriptstyle {\sqrt {81-144}}=3i{\sqrt {7}}} - pri tem helenistična matematika negativnih števil tako ali tako ni poznala, pa je Heron izraz »popravil« na ({\displaystyle \scriptstyle {\sqrt {144-81}}=3{\sqrt {7}}}).
Študij kompleksnih števil je bil resne pozornosti deležen prvikrat v 16. stoletju, ko so italijanski matematiki iskali in odkrivali algebrske rešitve za korene polinomov tretje in četrte stopnje (glej Gerolamo Cardano). Hitro je postalo jasno, da je kljub temu, da so bile zanimive samo realne rešitve, bilo potrebno včasih delati s kvadratnimi koreni negativnihh števil. Formula za kubično enačbo oblike  {\displaystyle \scriptstyle x^{3}=px+q} daje za rešitev enačbe x3 = x naslednje:
{\displaystyle {\frac {1}{\sqrt {3}}}\left(({\sqrt {-1}})^{1/3}+{\frac {1}{({\sqrt {-1}})^{1/3}}}\right)\!\,.}
Na prvi pogled gre za nesmisel. Formalne kalkulacije kompleksnih števil pa pokažejo, da ima enačba z3 = i rešitve −i, {\displaystyle {\scriptstyle {\frac {\sqrt {3}}{2}}}+{\scriptstyle {\frac {1}{2}}}i} in {\displaystyle {\scriptstyle {\frac {-{\sqrt {3}}}{2}}}+{\scriptstyle {\frac {1}{2}}}i}. Če te vrednosti vstavimo vizraz {\displaystyle {\scriptstyle {\sqrt {-1}}^{1/3}}} iv zgornji formuli in če ga potem poenostavimo, bomo dobili realne vrednosti  0, 1 in −1 kot rešitve f x3 − x = 0. Seveda je to enačbo mogoče rešiti na pamet, vendar pa primer kaže, da se kompleksnim številom ni mogoče izogniti, če se za reševanje kubičnih enačb uporabljajo splošne formule, ne glede na to, ali so koreni realni ali pa kompleksni ali imaginarni.
Rafael Bombelli se je kot prvi izrecno lotil teh navidez paradoksnih rešitev kubičnih enačb in razvil pravila kompleksne aritmetike, ki so za te namene bila potrebna.
Naziv »imaginarno« za te značilnosti je skoval René Descartes leta 1637, ki mu je bilo težko spoprijateljiti se z njih imaginarno naravo
[...] včasih samo imaginarne, ki lahko, kot sem že rekel, ekzistirajo v vsaki enačbi, ki pa kot količine, ki bi odgovarjale našim predstavam,  včasih ne obstajajo ([...] quelquefois seulement imaginaires c’est-à-dire que l’on peut toujours en imaginer autant que j'ai dit en chaque équation, mais qu’il n’y a quelquefois aucune quantité qui corresponde à celle qu’on imagine.)
Dodaten vir zmed je bila enačba  {\displaystyle \scriptstyle {\sqrt {-1}}^{2}={\sqrt {-1}}{\sqrt {-1}}=-1} , ki se je samovoljno postavljala po robu algebraični resnicvi {\displaystyle \scriptstyle {\sqrt {a}}{\sqrt {b}}={\sqrt {ab}}}, ki velja za nenegativni števili a in b, in ki se je tudi uporabljala v kompleksnih računih z enim številom od a, b pozitivnim in drugim negativnim. Nepravilna raba te identitete (in z jo sorodne identitete  {\displaystyle \scriptstyle {\frac {1}{\sqrt {a}}}={\sqrt {\frac {1}{a}}}}) , kadar sta oba  a in b negativni števili, ni dala spati Eulerju. Iz tega razloga je prišlo do konvencije, da se namesto korena negativne enke rabi poseben znak {\displaystyle i\,}. Ne glede na to je Euler bil mnenja, da gre za nekaj naravnega; svoje učence je uvedel v kompleksna števila mnogo preje, kot se to dogaja danes. V svojem učbeniku Elementi algebre je uvedel ta števila skorajda na prvi strani.
V 18. stoletju se je raba kompleksnih števil vse bolj širila, posebno ko je postalo jasno, da je mogoče s formalno manipulacijo kompleksnih izrazov poenostaviti izraze, ki vsebujejo trigonometrične funkcije. Tako je leta 1730 Abraham de Moivre zapisal, da je mogoče zapletene identitete, ki povezujejo trigonimetrične funkcije celoštevilčnih mnogokratnikov danega kota poenostaviti s pomočjo formule, ki nosi njegovo ime:
{\displaystyle (\cos \theta +i\sin \theta )^{n}=\cos n\theta +i\sin n\theta \!\,.}
Leta 1748 je Leonhard Euler šel korak dlje in zapisal Eulerjevo formulo kompleksne analize:
{\displaystyle \cos \theta +i\sin \theta =e^{i\theta }\,}
Do nje je prišel s formalno manipulacijo potenčnih vrst in pri tem prišel do spoznanja, da je mogoče poljubno trigonometrično identiteto poenostaviti v precej enostavnejše eksponencialne identitete.
Predstaviti kompleksno število kot točko v kompleksni ravnini (glej zgoraj) je prvi zapisal Caspar Wessel leta 1799, misli v tej smeri pa je bilo mogoče brati že leta 1685 v Wallisovem De Algebra tractatus.
Wesselov članek v Delih Kopenhagenske akademije je ostal več ali manj brez odziva. Leta 1086 je neodvisno od njega Jean-Robert Argand izdal članek na temo kompleksnih števil in v njem objavil strogi dokaz osnovnega izreka algebre. Carl Friedrich Gauss je pred tem leta 1797 objavil v bistvu topološki dokaz izreka, vendar je pri tem izrazil dvome o »resnični metafiziki kvadratnega korena −1.« Šele leta 1831 je premagal svoje dvome in objavil svoje delo o kompleksnih številih kot točkah v ravnini, delo, ki je temelj dandanašnji notaciji in terminologii. Angleški matematik Godfrey Harold Hardy je poudaril, da je med matematiki bil Gauss prvi, ki je kompleksna števila uporabljal 'res zanesljivo in znanstveno', četudi so jih matematiki, kot sta bila  Niels Henrik Abel and Carl Gustav Jacob Jacobi, iz nuje rutinsko uporabljali, še preden je leta 1831 Gauss objavil svoje delo. Augustin Louis Cauchy (od leta 1825 dalje) in Bernhard Riemann sta skupaj do visoke mere dokončala stavbo kompleksne analize.
V teoriji običajno rabljeni izrazi so potomci svojih staršev. Argand je imenoval {\displaystyle \scriptstyle \cos \phi +i\sin \phi } smerni faktor in {\displaystyle \scriptstyle r={\sqrt {a^{2}+b^{2}}}} modul; Cauchy (1828) je {\displaystyle \cos \phi +i\sin \phi } imenoval reducirana oblika (l'expression réduite), uvedel naj bi tudi izraz argument; Gauss je uporabil i za {\displaystyle \scriptstyle {\sqrt {-1}}} in uvedel izraz kompleksno število za a + bi, a2 + b2 pa imenoval norma. Izraz smerni koeficient, pogosto rabljen za {\displaystyle \cos \phi +i\sin \phi }, je zasluga Hermanna Hankela (1867), absolutna vrednost za modul, pa izvira od Weierstrassa.
Kasnejši klasični avtorji splošne teorije so med drugim  Julius Wilhelm Richard Dedekind, Otto Ludwig Hölder, Felix Christian Klein, Henri Poincaré, Hermann Amandus Schwarz, Karl Weierstrass in še mnogo drugih.